# Spelobia acadiensis
Spelobia acadiensis är en tvåvingeart som beskrevs av Marshall 1985. Spelobia acadiensis ingår i släktet Spelobia och familjen hoppflugor. Inga underarter finns listade i Catalogue of Life.